# Добружа
Добру́жа (рум. Dobrogea) — село в Молдавии, в составе города Сынджера сектора Ботаника муниципия Кишинёв.
Построен одновременно со строительством Кишиневского картонного комбината (Moldcarton). Назван по аналогии с селом Добружа, находящимся в непосредственной близости. В административном плане посёлок и село Добружа не разделяются.
Состоит из двух десятиэтажных блоков общежития, шести десятиэтажных домов 143-й серии и одной пятиэтажной "малосемейки".
В поселке находится своя школа (гимназия №68), детский сад, медпункт, почтовое отделение (MD-2086), аптека, несколько продуктовых и промтоварных магазинов.

## Транспорт
С Кишиневом посёлок связан автобусным маршрутом №33.
19 сентября 2005 года было завершено строительство новой железнодорожной линии Ревака - Кэинарь. Т.к. эта линия проходит в непосредственной близости от поселка, была построена железнодорожная станция Dobrogea. Ежедневно по линии проходит пассажирский поезд Кишинэу - Басарабяска, делающий остановку на станции. Утром - в Кишинев, вечером - из Кишинева.